# Galatasaray Spor Kulübü 2020-2021 (pallavolo maschile)
Questa voce raccoglie le informazioni riguardanti il Galatasaray Spor Kulübü nelle competizioni ufficiali della stagione 2020-2021.

## Organigramma societario
Area direttiva
- Presidente: Mustafa Cengiz

Area tecnica
- Allenatore: Nedim Özbey
- Allenatore in seconda: Umut Çakır
- Assistente allenatore: Hüseyin Gültekin
- Scoutman: Mertcan Kır

## Rosa
| N° | Nome            | Ruolo | Data di nascita   | Nazionalità sportiva |
| -- | --------------- | ----- | ----------------- | -------------------- |
| 1  | Selçuk Keskin   | P     | 15 gennaio 1982   | Turchia              |
| 2  | Batuhan Avcı    | S     | 2 agosto 2000     | Turchia              |
| 3  | Melih Sıratça   | S     | 12 febbraio 1996  | Turchia              |
| 4  | Ertuğrul Metin  | S     | 1º gennaio 1996   | Turchia              |
| 5  | Osmany Uriarte  | S     | 4 giugno 1995     | Cuba                 |
| 6  | Sadık Özbey     | P     | 22 febbraio 1999  | Turchia              |
| 7  | Emre Savaş      | C     | 7 marzo 1995      | Turchia              |
| 8  | Burutay Subaşı  | S     | 15 luglio 1990    | Turchia              |
| 9  | Yasin Aydın     | S     | 11 luglio 1995    | Turchia              |
| 10 | Murat Yenipazar | P     | 1º gennaio 1993   | Turchia              |
| 11 | Maurice Torres  | O     | 6 luglio 1991     | Porto Rico           |
| 12 | Jurij Berežko   | S     | 27 gennaio 1984   | Russia               |
| 14 | Selim Kalaycı   | O     | 12 febbraio 2000  | Turchia              |
| 16 | Burak Mert      | L     | 23 ottobre 1990   | Turchia              |
| 17 | Doğukan Ulu     | C     | 30 ottobre 1995   | Turchia              |
| 18 | Onurcan Çakır   | L     | 27 settembre 1995 | Turchia              |

## Statistiche

### Statistiche di squadra
| Competizione     | Punti | In casa | In casa | In casa | In trasferta | In trasferta | In trasferta | Totale | Totale | Totale |
| Competizione     | Punti | G       | V       | P       | G            | V            | P            | G      | V      | P      |
| ---------------- | ----- | ------- | ------- | ------- | ------------ | ------------ | ------------ | ------ | ------ | ------ |
| Efeler Ligi      | 68    | 17      | 12      | 5       | 17           | 13           | 4            | 34     | 25     | 9      |
| Coppa di Turchia | 6     | 0       | 0       | 0       | 1            | 0            | 1            | 4      | 2      | 2      |
| Coppa CEV        | -     | 0       | 0       | 0       | 1            | 0            | 1            | 1      | 0      | 1      |
| Totale           | -     | 17      | 12      | 5       | 19           | 13           | 6            | 39     | 27     | 12     |

G = partite giocate; V = partite vinte; P = partite perse

### Statistiche dei giocatori
| Giocatore    | Campionato | Campionato | Campionato | Campionato | Campionato | Coppa di Turchia | Coppa di Turchia | Coppa di Turchia | Coppa di Turchia | Coppa di Turchia | Coppa CEV | Coppa CEV | Coppa CEV | Coppa CEV | Coppa CEV | Totale | Totale | Totale | Totale | Totale |
| Giocatore    | P          | PT         | AV         | MV         | BV         | P                | PT               | AV               | MV               | BV               | P         | PT        | AV        | MV        | BV        | P      | PT     | AV     | MV     | BV     |
| ------------ | ---------- | ---------- | ---------- | ---------- | ---------- | ---------------- | ---------------- | ---------------- | ---------------- | ---------------- | --------- | --------- | --------- | --------- | --------- | ------ | ------ | ------ | ------ | ------ |
| B. Avcı      | 21         | 92         | 71         | 11         | 10         | 3                | 13               | 9                | 4                | 0                | -         | -         | -         | -         | -         | 24     | 105    | 80     | 15     | 10     |
| Y. Aydın     | 16         | 120        | 97         | 19         | 4          | 2                | 28               | 26               | 2                | 0                | 1         | 9         | 8         | 0         | 1         | 19     | 157    | 131    | 21     | 5      |
| J. Berežko   | 10         | 146        | 129        | 14         | 3          | 1                | 23               | 20               | 1                | 2                | -         | -         | -         | -         | -         | 11     | 169    | 149    | 15     | 5      |
| O. Çakır     | 19         | 0          | 0          | 0          | 0          | 2                | 0                | 0                | 0                | 0                | 0         | 0         | 0         | 0         | 0         | 21     | 0      | 0      | 0      | 0      |
| S. Kalaycı   | 7          | 36         | 27         | 6          | 3          | 1                | 4                | 2                | 2                | 0                | 1         | 1         | 1         | 0         | 0         | 9      | 41     | 30     | 8      | 3      |
| S. Keskin    | 30         | 88         | 32         | 49         | 7          | 3                | 6                | 3                | 3                | 0                | 1         | 0         | 0         | 0         | 0         | 34     | 94     | 35     | 52     | 7      |
| B. Mert      | 30         | 0          | 0          | 0          | 0          | 3                | 0                | 0                | 0                | 0                | 1         | 0         | 0         | 0         | 0         | 34     | 0      | 0      | 0      | 0      |
| E. Metin     | 30         | 37         | 28         | 4          | 5          | 4                | 20               | 15               | 4                | 1                | 1         | 2         | 1         | 0         | 1         | 35     | 59     | 44     | 8      | 7      |
| S. Özbey     | 1          | 0          | 0          | 0          | 0          | 0                | 0                | 0                | 0                | 0                | -         | -         | -         | -         | -         | 1      | 0      | 0      | 0      | 0      |
| E. Savaş     | 32         | 280        | 207        | 59         | 14         | 4                | 41               | 28               | 9                | 4                | 1         | 15        | 12        | 2         | 1         | 37     | 336    | 247    | 70     | 19     |
| M. Sıratça   | 21         | 137        | 111        | 22         | 4          | 2                | 15               | 9                | 6                | 0                | 1         | 0         | 0         | 0         | 0         | 24     | 152    | 120    | 28     | 4      |
| B. Subaşı    | 26         | 395        | 313        | 22         | 60         | 3                | 37               | 33               | 1                | 3                | 1         | 11        | 10        | 0         | 1         | 30     | 443    | 356    | 23     | 64     |
| M. Torres    | 33         | 690        | 588        | 53         | 49         | 4                | 78               | 64               | 9                | 5                | 1         | 25        | 25        | 0         | 0         | 38     | 793    | 677    | 62     | 54     |
| D. Ulu       | 33         | 200        | 115        | 73         | 12         | 3                | 14               | 9                | 5                | 0                | 1         | 5         | 3         | 1         | 1         | 37     | 219    | 127    | 79     | 13     |
| O. Uriarte   | 0          | 0          | 0          | 0          | 0          | -                | -                | -                | -                | -                | -         | -         | -         | -         | -         | 0      | 0      | 0      | 0      | 0      |
| M. Yenipazar | 30         | 27         | 8          | 11         | 8          | 4                | 10               | 4                | 4                | 2                | 1         | 2         | 1         | 1         | 0         | 35     | 39     | 13     | 16     | 10     |

P = presenze; PT = punti totali; AV = attacchi vincenti; MV = muri vincenti; BV = battute vincenti